# Аляскинская железная дорога
Аляскинская железная дорога, АЖД (англ. Alaska Railroad, учётная марка ARR) — железная дорога второго класса на Аляске, США.
Была построена за счет средств федерального бюджета США по решению Конгресса США, принятому в 1914 году. Строительство было завершено в 1923 году. В 1985 году дорога была продана штату Аляска

## Описание
Аляскинская железная дорога проходит от Сьюарда и Уиттиера в южной части Аляски через Анкоридж до Фэрбанкса в центральной её части. Магистральная протяжённость дороги — 760 км, ещё около 800 км составляет длина запасных и подъездных путей, тупиков, технологических ответвлений и т. п. Из Уиттера железнодорожные составы могут на пароме дойти до Сиэтла — таким образом АЖД связана с железнодорожной системой остальных 48 материковых штатов страны.
Помимо ряда населённых пунктов, АЖД обслуживает и военные объекты: военно-воздушную базу Эйлсон и форт Уэйнрайт.
В 2005 году АЖД перевезла 200 266 пассажиров (25 110 943 пассажиро-миль). В 2011 году оборот АЖД составил 161,5 миллиона долларов с прибылью 4,9 миллиона.
Ширина колеи — 1435 мм.

## История

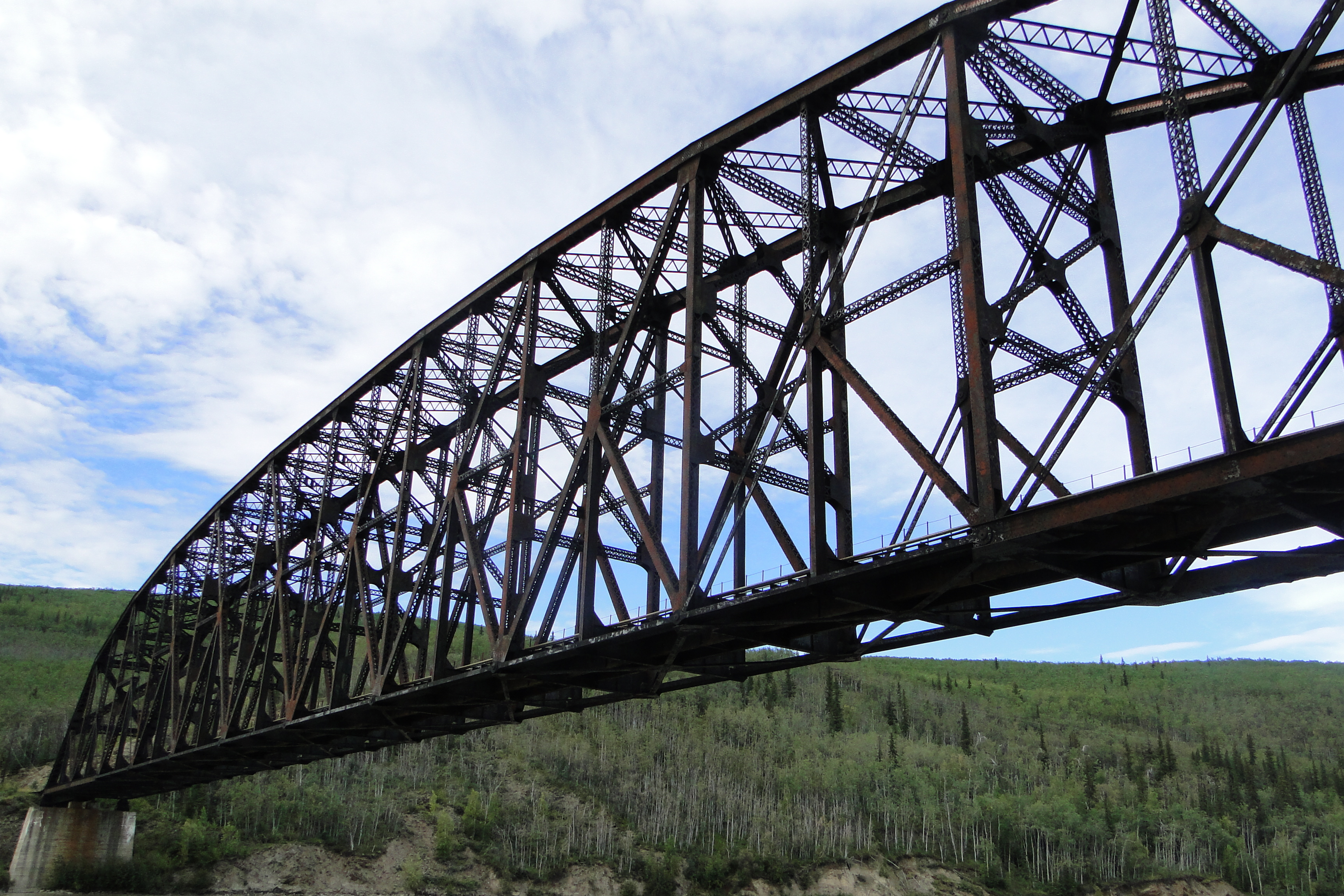
Мост Мирс-Мемориал

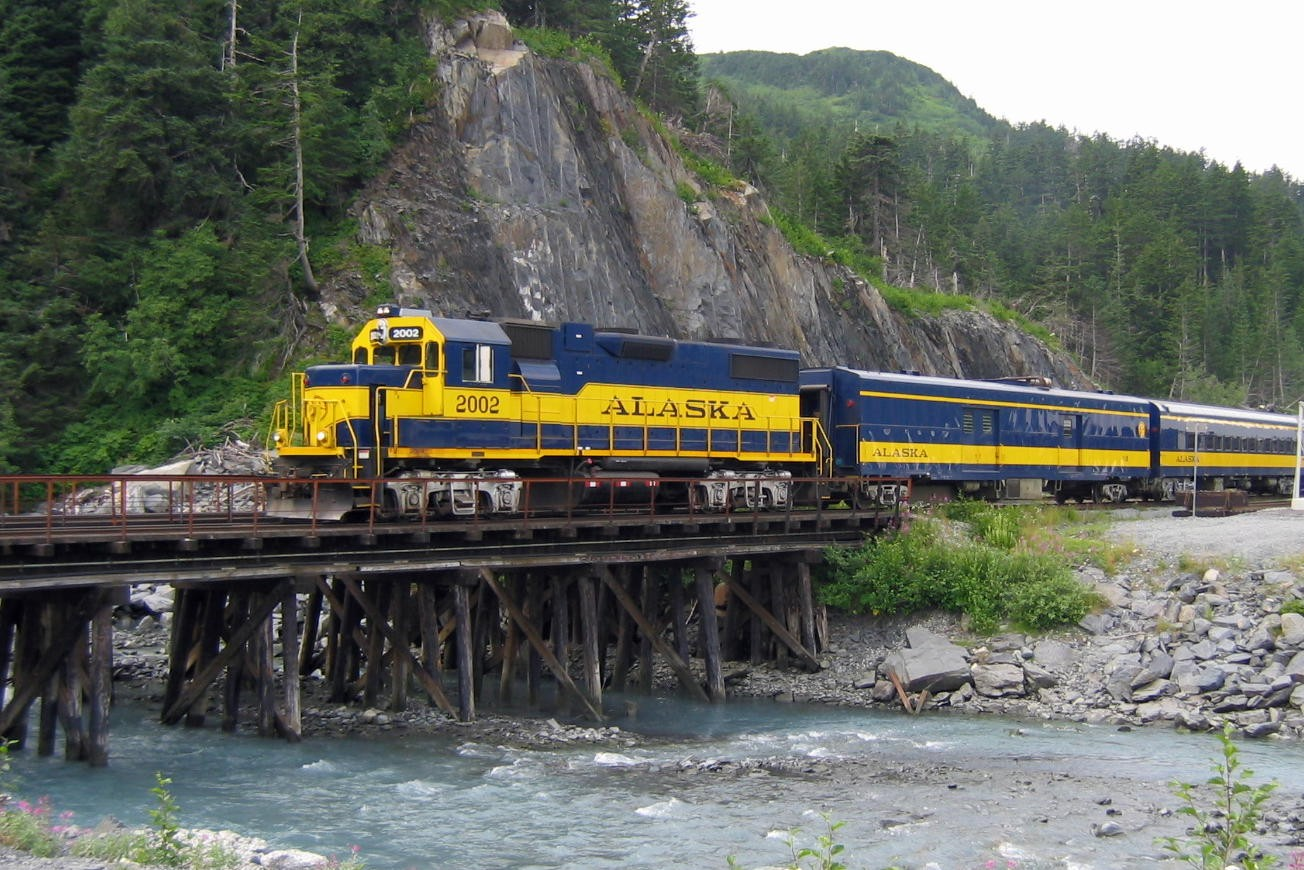
2004 год

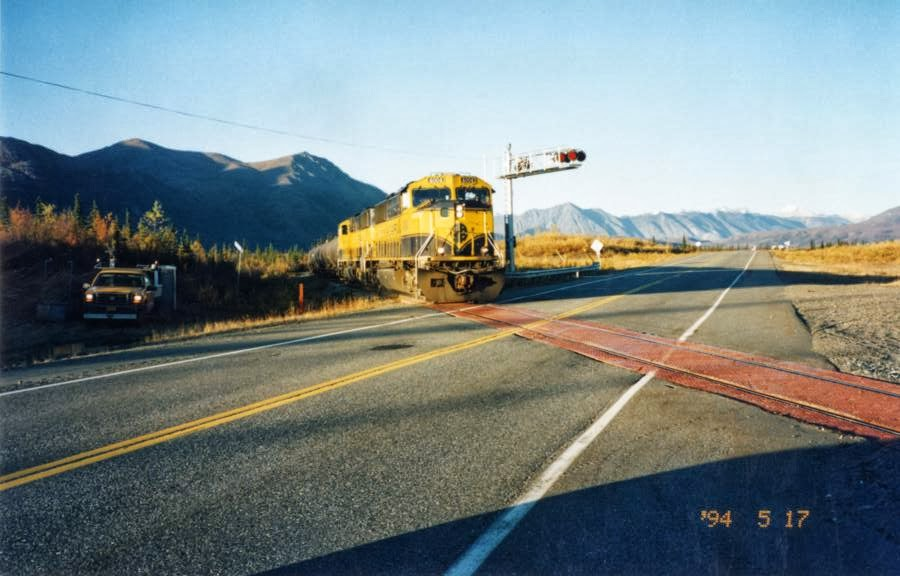
Пересечение с шоссе № 3

Строительство дороги начала компания Alaska Central Railroad в 1903 году в Сьюарде. Построив 82 километра путей за шесть лет, организация сочла работу выполненной: по их дороге перевозили пассажиров, грузы, почту. В 1909 году эту дорогу купила другая компания, Alaska Northern Railroad Company, которая за пять лет добавила к ней ещё 34 километра путей на север. В 1914 году получившаяся ветка длиной 116 километров была куплена правительством США, штаб-квартира её дальнейшего строительства расположилась в поселении Шип-Крик (ныне — город Анкоридж), и продолжились работы по продлению дороги на север; 1914 год считается датой основания Аляскинской железной дороги.
В 1917 году разорилась Железная дорога Танана-Волли, которая имела на тот момент 72 километра узкоколейки, построенной за 12 лет, и которая могла бы стать северной частью АЖД. Правительство купило разорившуюся железную дорогу и провело работу по созданию двойной колеи. К 1930 году европейская колея была проложена на всём протяжении дороги.
В 1923 году был построен мост Мирс-Мемориал длиной 210 метров через реку Танана у поселения Ненана — на то время это был второй по величине однопролётный стальной железнодорожный мост в стране. 15 июля того же года Президент США Уоррен Гардинг забил «золотой костыль», символизировав окончание строительства.
В 1964 году дорога сильно пострадала от мощного землетрясения, на её полное восстановление ушло несколько месяцев. В 1985 году правительство Аляски купило АЖД у правительства США за 22,3 миллиона долларов и немедленно вложило около 70 миллионов в её модернизацию и ремонт.
C 1 января 2000 года по 31 июля 2006 года на АЖД было зафиксировано 18 дорожных происшествий, в том числе 14 связанных с крушениями. За этот же период пострадали 236 человек (из них 213 — сотрудники АЖД, находившиеся на службе, 4 — сотрудники АЖД, бывшие не на службе, 3 — пассажиры, бывшие в поезде, 4 — люди, переходившие ж/д пути в неположенном месте, 12 — прочие), 2 человека погибли (виновником одной смерти признаны природные явления, второй — человеческий фактор).
К 2009 году у АЖД было около 700 сотрудников.
По состоянию на начало 2010-х годов рассматриваются планы по продлению дороги на юго-восток (закругление от Фэрбанкса) до Делта-Джанкшена, и на юг от Уиттиера через канадский Юкон, чтобы связать АЖД с континентальной железнодорожной сетью напрямую, а не через паром до Сиэтла, как ныне.
В 2020 начались проектные работы по подготовке к строительству железной дороги Альберта — Аляска длиной 2414 км, для соединения АЖД с остальными штатами США через железнодорожную сеть Канады. Предполагаемый маршрут — от города Норт-Пол на Аляске до города Форт Мак-Муррей в провинции Альберта, Канада. Стоимость постройки оценивается в 9,5 миллиардов долларов США.

## Руководство
Из известных личностей, которые были президентами АЖД, можно выделить Билла Шеффилда — в должности президента АЖД с 1997 по 2001 года, а с 1982 по 1986 года был губернатором Аляски; его преемника Патрика Гэмбла, который был президентом АЖД с 2001 по 2010 года, является генералом ВВС в отставке, с 2010 года по настоящее время находится в должности президента системы университетов Аляски.

## Маршруты
Аляскинская железная дорога испытывает пик нагрузки летом, во время туристического сезона. Пассажиры перемещаются в вагонах с большими панорамными окнами или даже куполами на крыше с обзором в 360°.
- «Звезда Денали» курсирует с мая по сентябрь от Анкориджа до Фэрбанкса через национальный парк Денали. Проезжает 576 километров за 11 часов и 45 минут[12]. Маршрут «Звезда Денали» признан «лучшим туристическим железнодорожным маршрутом в США» читателями журнала Conde Nast Traveler[13].
- «Зимняя Аврора» курсирует с сентября по май по аналогичному маршруту с аналогичной скоростью и остановками[14].
- «Побережный классический» курсирует с мая по сентябрь от Анкориджа до Сьюарда. Проезжает 183 километра за 4 часа и 20 минут[15].
- «Открывая ледники» курсирует с мая по сентябрь от Анкориджа до Уиттиера. Проезжает 110,6 километра за 2 часа[16].
- «Ураган» курсирует с мая по сентябрь (с четверга по воскресенье) от Талкитны и с сентября по май (первый четверг каждого месяца) от Анкориджа[17] до Хуррикан-Галч. Проезжает 92,7 километра за 2 часа и 30 минут. Является одним из последних регулярных поездов страны, которые останавливаются «по требованию»: на всём протяжении маршрута человек в любом месте может остановить поезд и сесть на него, если помашет ему белым платком[17].

## Основные станции

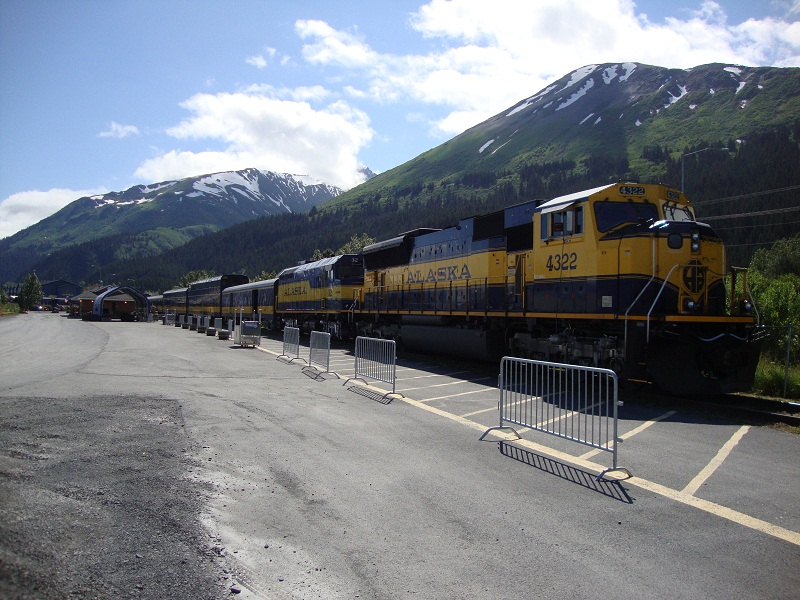
Сьюард
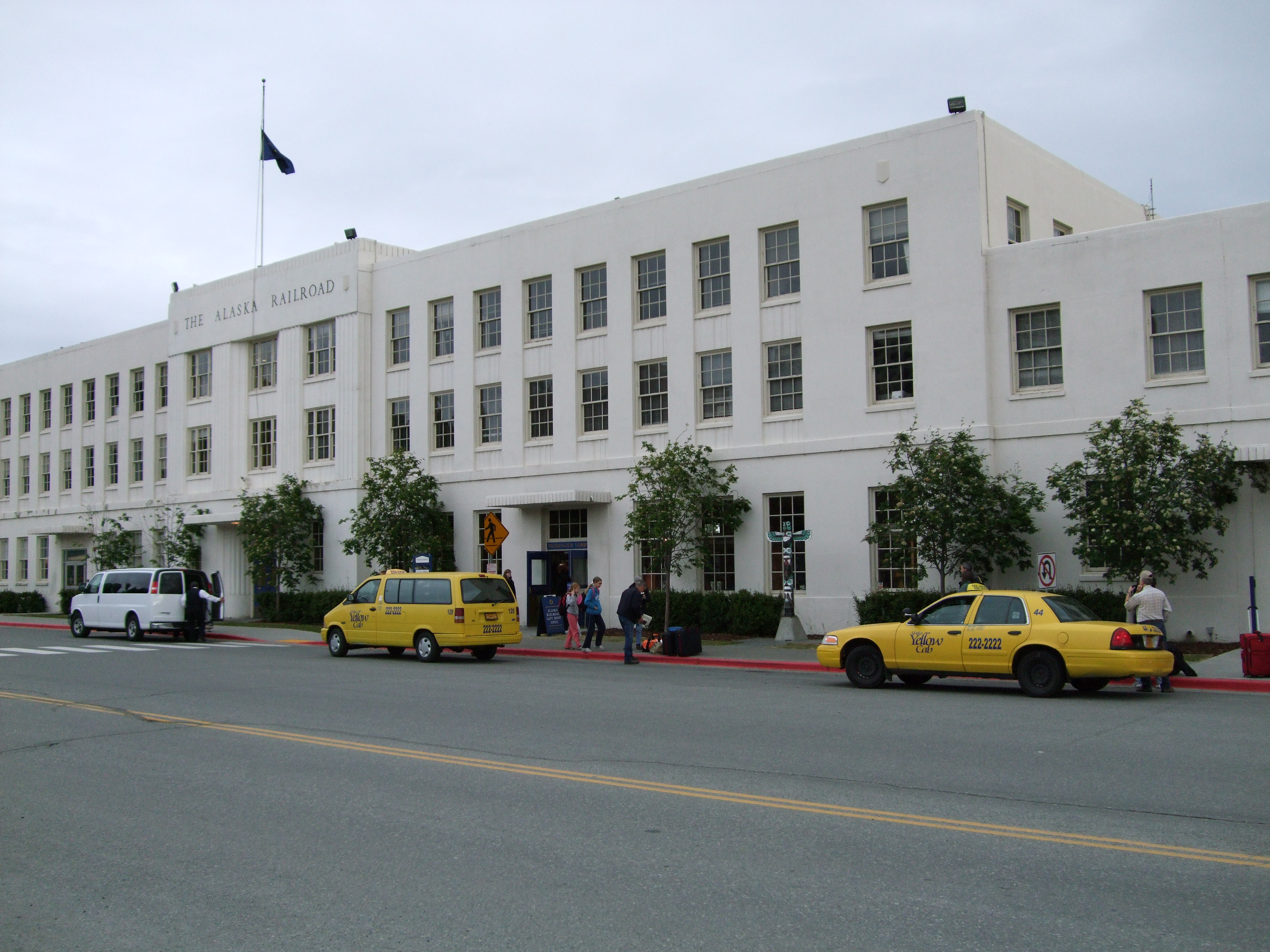
Анкоридж
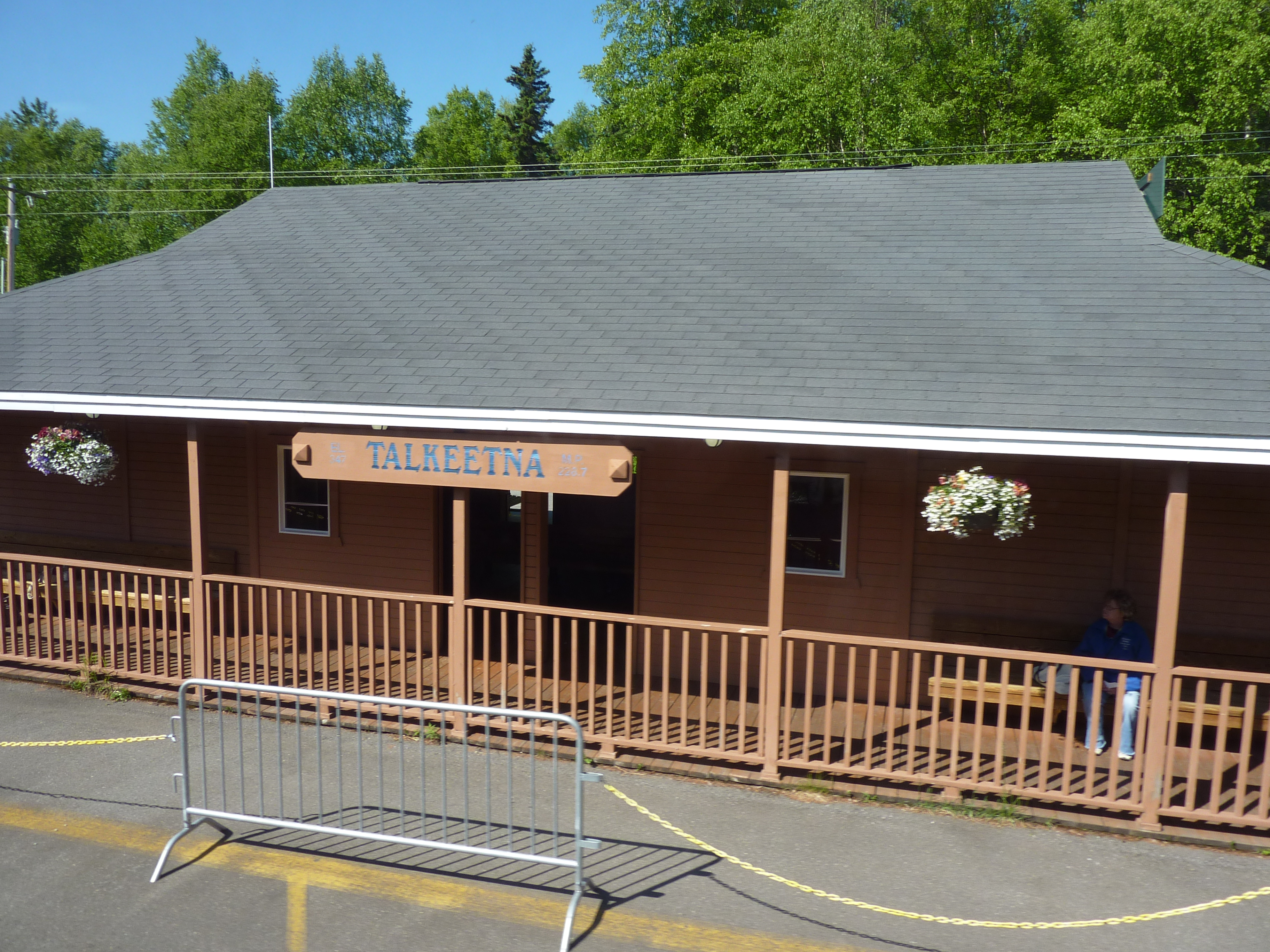
Талкитна
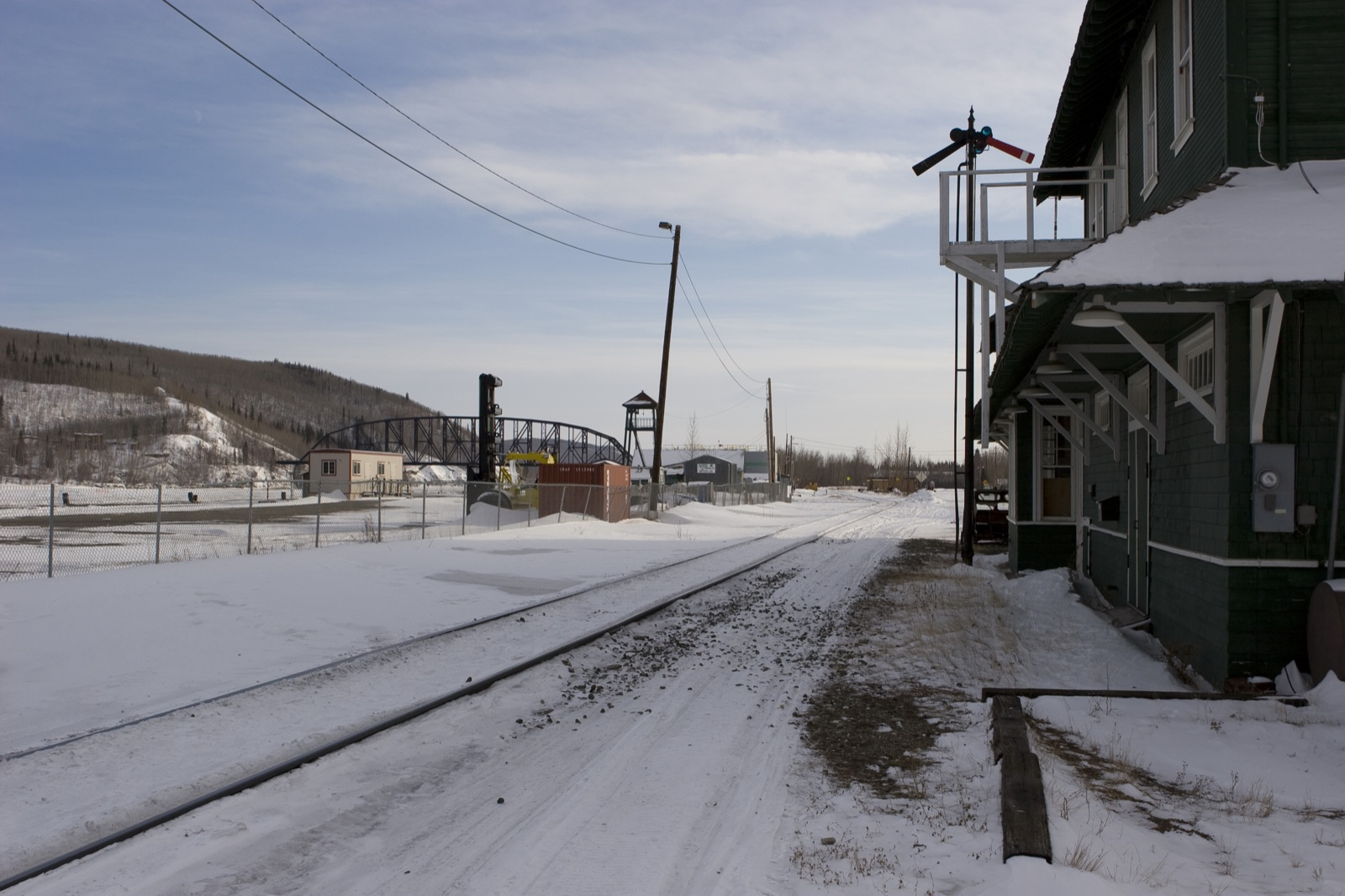
Ненана
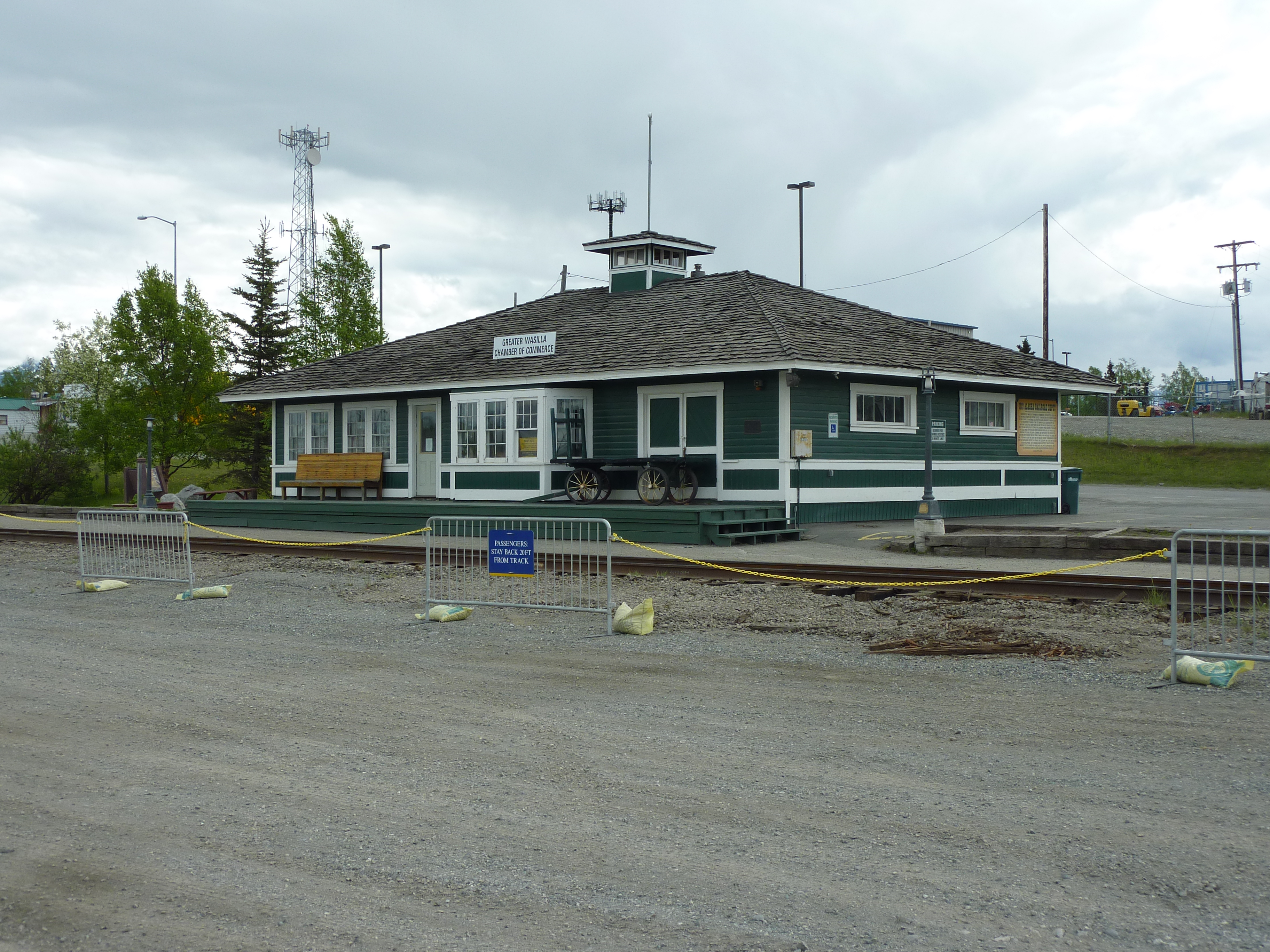
Уасилла
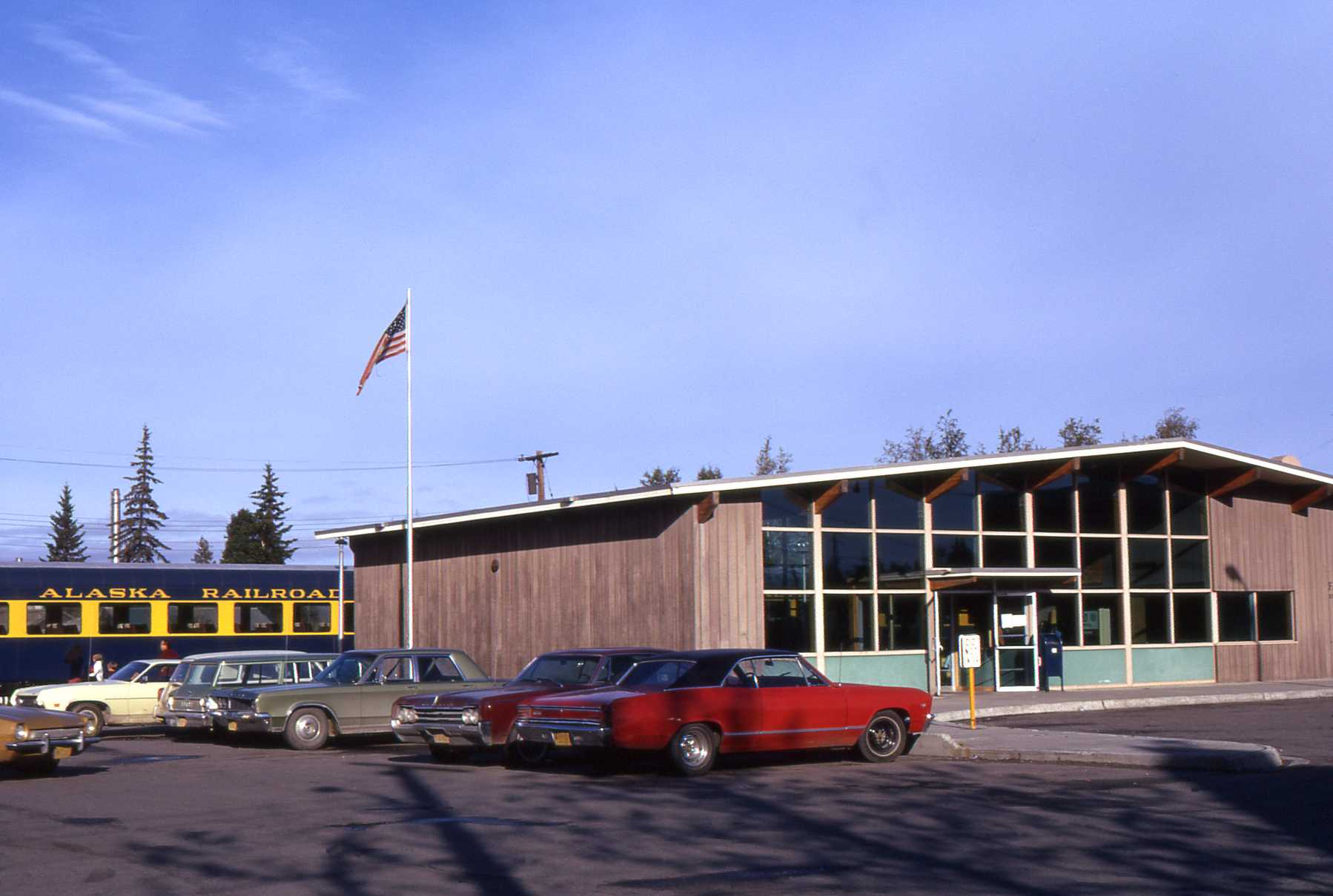
Фэрбанкс (1972 год)
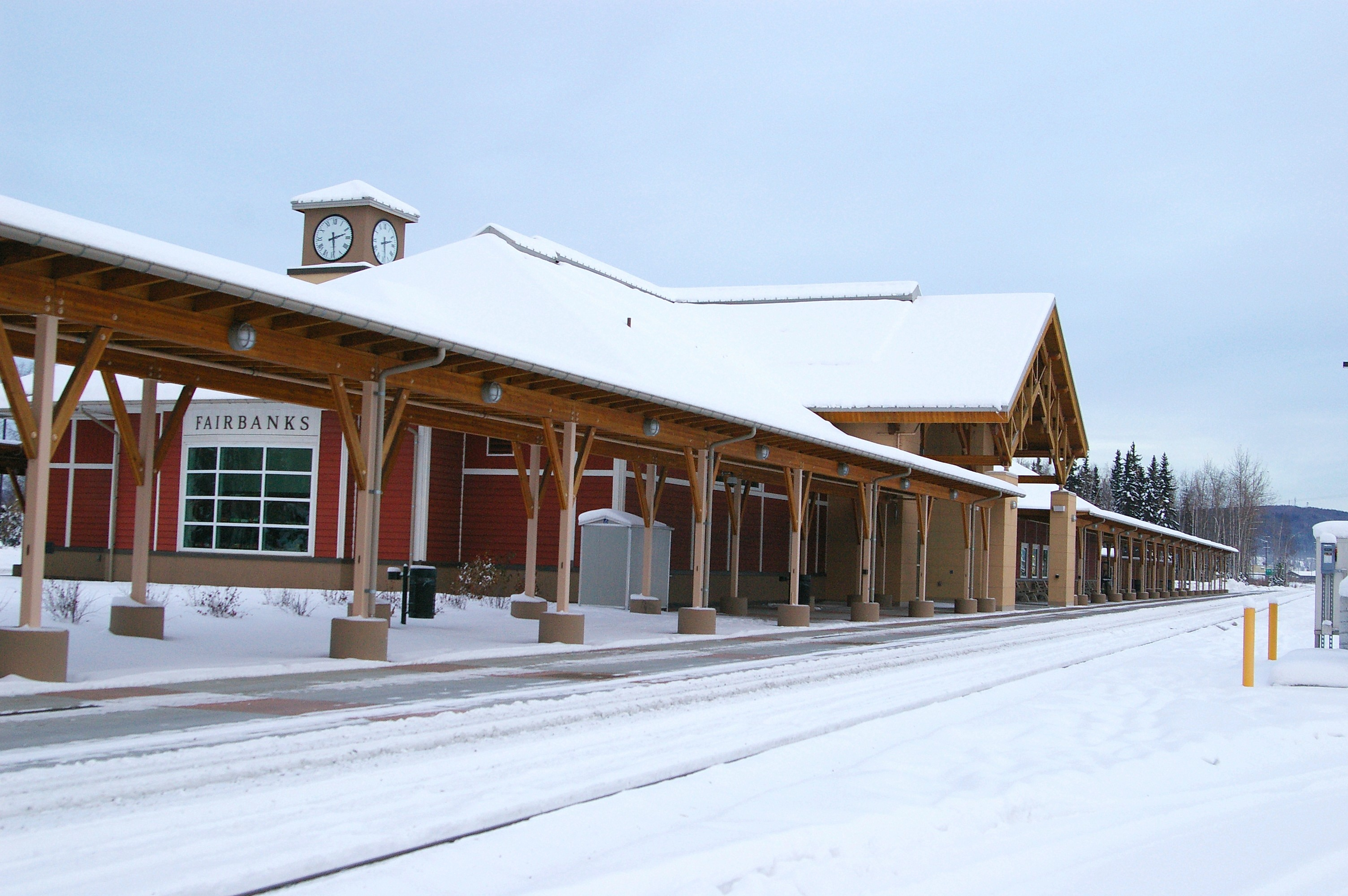
Фэрбанкс (2008 год)

## Подвижной состав
- 28 EMD SD70MAC[англ.], из них 12 с системой англ. Head end power
- 15 EMD GP40-2[англ.]
- 8 EMD GP38-2
- 2 моторных вагона Colorado Railcar DMU[англ.]
- До 2009 года также использовались дизельные автомотрисы Budd Rail Diesel Car[англ.] и локомотивы EMD MP15AC[англ.].

## В популярной культуре
- На Аляскинской железной дороге происходит почти всё действие фильма «Поезд-беглец» (1985), хотя сама АЖД запретила показывать в этой ленте свой логотип.
- В мультфильме «Балто» (1995) упоминается, что поезда АЖД, которые могли проделать хотя бы часть пути до бедствующего Нома, не могут проехать из-за сильного снегопада.
- В мультфильме «Симпсоны в кино» (2007) семья Симпсонов едет на Аляску по Аляскинской железной дороге, хотя оформление локомотивов и вагонов этой компании намеренно немного искажено. Позднее они по этой же дороге возвращаются домой через Сиэтл, хотя прямого сообщения АЖД с континентальной железнодорожной сетью нет: им пришлось бы воспользоваться паромом от Уиттиера.
- В фильме «В диких условиях» (2007) главный герой, прошедший все США, наконец поселяется на Аляске, куда прибывает по АЖД.